# حفل توزيع جوائز الأوسكار السابع عشر
حفل توزيع جوائز الأوسكار السابع عشر (بالإنجليزية: 17th Academy Awards)‏ هو حدث نظمته أكاديمية فنون وعلوم الصور المتحركة لتكريم أفضل الأفلام لسنة 1944. أقيم الحفل بتاريخ 15 مارس، 1945 في مسرح غرومان الصيني، هوليوود، كاليفورنيا، وقدّمه جون كرومويل وبوب هوب. في هذه الدورة، فاز فيلم السير على طريقي بجائزة أفضل فيلم، وحاز الممثّل بينغ كروسبي على جائزة أفضل ممثّل، ونالت الممثلة إنغريد برغمان جائزة أفضل ممثّلةٍ، وكانت جائزة الأوسكار لأفضل مخرج من نصيب المخرج ليو مكيري.
أكثر الأفلام ترشيحاً للحصول على جوائز كانت فيلم السير على طريقي وفيلم ويلسون حيث تلقّين 10 ترشيحات، بينما أكثرها فوزاً كان فيلم السير على طريقي حيث فاز بـ 7 جوائز.

## الجوائز
- جائزة أفضل فيلم:

السير على طريقي
- جائزة أفضل مخرج:

ليو مكيري
- جائزة أفضل ممثّل:

بينغ كروسبي
- جائزة أفضل ممثّلة:

إنغريد برغمان
- جائزة أفضل ممثّل مساعد:

باري فيتزجيرالد
- جائزة أفضل ممثّلة مساعدة:

إثيل باريمور
- جائزة أفضل سيناريو مقتبس:

السير على طريقي
- جائزة أفضل موسيقى تصويريّة:

فتاة الغلاف - منذ أن رحلت
- جائزة أفضل تأثيرات بصريّة:

ثلاثون ثانية حتى طوكيو
- جائزة أفضل خلط أصوات:

ويلسون

## وصلات خارجية
- حفل توزيع جوائز الأوسكار السابع عشر على موقع IMDb (الإنجليزية)
- حفل توزيع جوائز الأوسكار السابع عشر على موقع ميوزك برينز (الإنجليزية)
- الموقع الرسمي لجوائز الأكاديمية.
- الموقع الرسمي لأكاديمية فنون وعلوم الصور المتحركة.
- قناة جوائز الأوسكار على موقع يوتيوب (تُديره أكاديمية فنون وعلوم الصور المتحركة).
- مقتطفات فيديو من أكاديمية فنون وعلوم الصور المتحركة.